# Sebastián Velásquez
Sebastián Velásquez (Medellín, Antioquia, Colombia; 11 de febrero de 1991) es un futbolista colombiano, juega como mediocampista ofensivo, pero también puede ser mixto o extremo. Actualmente, es jugador de Greenville Triumph en la USL Championship de los Estados Unidos.

## Trayectoria

### Inicios
Se mudó de Colombia a Carolina del Sur con su familia cuando era joven. Velásquez nació en la ciudad colombiana de Medellín y se trasladó a los Estados Unidos a una edad temprana, estableciéndose con su familia en Carolina del Sur. Como estudiante de primer año en la escuela secundaria, desempeñó un papel clave en la consecución de un campeonato estatal con la Greenville High School, donde también terminaron el año clasificados como el número 1 en la nación según la NSCAA. A nivel de club, jugó junto a su futuro compañero de equipo en el Real Salt Lake, Enzo Martínez, y juntos ganaron un campeonato nacional en 2009. Jugó fútbol universitario para la Universidad Metodista de Spartanburg entre 2010 y 2011.

### En Estados Unidos
Velásquez fue seleccionado por el Real Salt Lake en el SuperDraft de la MLS 2012. Debutó profesionalmente el 10 de marzo de 2012 ante LA Galaxy. Anotó su primer gol el 8 de noviembre de 2013 por las semifinales de conferencia contra él LA Galaxy.
En diciembre de 2014 fue intercambiado al New York City. Allí compartió plantel con el español David "Guaje" Villa, Andrea Pirlo y Frank Lampard.
Fue nombrado nuevo refuerzo del nuevo equipo expansión de la NASL el Rayo Oklahoma City en enero de 2016.
En marzo de 2019 fichó por El Paso Locomotive de la USL.

### Suwon
El 16 de enero de 2019 fichó por el equipo surcoreano Suwon de la K League 2.

## Estadísticas
Actualizado al último partido disputado el 30 de junio de 2022
| Real Salt Lake Estados Unidos                                                                      | 1.ª                 | 2012                | 9   | 0  | 1 | 0 | 2 | 0 | 12  | 0  |
| Real Salt Lake Estados Unidos                                                                      | 1.ª                 | 2013                | 34  | 5  | 3 | 0 | - | - | 37  | 5  |
| Real Salt Lake Estados Unidos                                                                      | 1.ª                 | 2014                | 15  | 1  | 1 | 0 | - | - | 15  | 1  |
| Real Salt Lake Estados Unidos                                                                      | Total               | Total               | 58  | 6  | 5 | 0 | 2 | 0 | 65  | 6  |
| New York City Estados Unidos                                                                       | 1.ª                 | 2015                | 12  | 0  | 0 | 0 | - | - | 12  | 0  |
| New York City Estados Unidos                                                                       | Total               | Total               | 12  | 0  | 0 | 0 | - | - | 12  | 0  |
| Rayo Oklahoma City Estados Unidos                                                                  | 2.ª                 | 2016                | 16  | 2  | 0 | 0 | - | - | 16  | 2  |
| Rayo Oklahoma City Estados Unidos                                                                  | Total               | Total               | 16  | 2  | 0 | 0 | - | - | 16  | 2  |
| Real Monarchs Estados Unidos                                                                       | 3.ª                 | 2017                | 27  | 9  | - | - | - | - | 27  | 9  |
| Real Monarchs Estados Unidos                                                                       | 3.ª                 | 2018                | 22  | 7  | - | - | - | - | 22  | 7  |
| Real Monarchs Estados Unidos                                                                       | Total               | Total               | 49  | 16 | 0 | 0 | - | - | 49  | 16 |
| Suwon FC Estados Unidos                                                                            | 2.ª                 | 2019                | 8   | 0  | 1 | 1 | - | - | 9   | 1  |
| Suwon FC Estados Unidos                                                                            | Total               | Total               | 0   | 0  | 0 | 0 | - | - | 0   | 0  |
| El Paso Locomotive Estados Unidos                                                                  | 2.ª                 | 2019                | 16  | 3  | 0 | 0 | - | - | 16  | 3  |
| El Paso Locomotive Estados Unidos                                                                  | Total               | Total               | 0   | 0  | 0 | 0 | - | - | 0   | 0  |
| Miami FC Estados Unidos                                                                            | 2.ª                 | 2020                | 10  | 4  | 0 | 0 | - | - | 10  | 4  |
| Miami FC Estados Unidos                                                                            | Total               | Total               | 0   | 0  | 0 | 0 | - | - | 0   | 0  |
| Bnei Sakhnin Estados Unidos                                                                        | 1.ª                 | 2020-21             | 12  | 2  | 0 | 0 | - | - | 12  | 2  |
| Bnei Sakhnin Estados Unidos                                                                        | Total               | Total               | 0   | 0  | 0 | 0 | - | - | 0   | 0  |
| El Paso Locomotive Estados Unidos                                                                  | 2.ª                 | 2021                | 17  | 2  | 0 | 0 | - | - | 17  | 2  |
| El Paso Locomotive Estados Unidos                                                                  | 2.ª                 | 2022                | 6   | 0  | 0 | 0 | - | - | 6   | 0  |
| El Paso Locomotive Estados Unidos                                                                  | Total               | Total               | 0   | 0  | 0 | 0 | - | - | 0   | 0  |
| Total en su carrera                                                                                | Total en su carrera | Total en su carrera | 204 | 35 | 6 | 1 | 2 | 0 | 212 | 36 |
| (1) Incluye datos de la Lamar Hunt U.S. Open Cup. (2) Incluye datos de la Concacaf Liga Campeones. |                     |                     |     |    |   |   |   |   |     |    |

## Palmarés

### Títulos nacionales
| Título               | Club          | País           | Año  |
| -------------------- | ------------- | -------------- | ---- |
| United Soccer League | Real Monarchs | Estados Unidos | 2017 |